# James Mason Crafts
James Mason Crafts (né le 8 mars 1839 à Boston; mort le 20 juin 1917 à Ridgefield dans le Connecticut), est un chimiste américain.

## Biographie
Fils d'un fabricant de textile, il étudia les sciences naturelles à l'université Harvard à Cambridge où il obtient un Bachelor of Science en 1858. En 1859, il étudie à l’École des mines de Freiberg puis en 1860 à l'université de Heidelberg et en 1861 à la faculté de médecine de Paris où il a Charles Adolphe Wurtz comme professeur et où il rencontre Charles Friedel. De 1865 à 1866, il est inspecteur des mines aux États-Unis. En 1867, il est professeur de chimie à l'université Cornell à Ithaca. En 1870, il devient professeur de chimie analytique au Massachusetts Institute of Technology (MIT). En 1874, il retourne à Paris pour des raisons de santé et travaille de nouveau dans l'équipe de Charles Adolphe Wurtz avec Charles Friedel. En 1891, il revient au MIT, dont il devient le président en 1895.

## Travaux scientifiques
En 1877, il découvre avec Charles Friedel l'action catalytique des composés inorganiques halogénés sur la synthèse de composés aromatiques alkylés ou acétylés (réaction de Friedel-Crafts). Il travailla également sur les composés organiques du silicium.

## Sources
- (de) Cet article est partiellement ou en totalité issu de l’article de Wikipédia en allemand intitulé « James Mason Crafts » (voir la liste des auteurs).